# Lago di Corbara
Lago di Corbara este o arie protejată (arie specială de conservare — SAC, sit de importanță comunitară — SCI) din Italia întinsă pe o suprafață de 877 ha, integral pe uscat.

## Localizare
Centrul sitului Lago di Corbara este situat la coordonatele 42°43′01″N 12°15′11″E / 42.716944°N 12.253056°E.

## Înființare
Situl Lago di Corbara a fost declarat sit de importanță comunitară în iunie 1995 pentru a proteja 52 de specii de animale. Situl a fost protejat și ca arie specială de conservare în august 2014.

## Biodiversitate
Situată în ecoregiunea mediteraneană, aria protejată conține 4 habitate naturale: Liziere de ierburi înalte hidrofile de câmpie și de nivel montan până la alpin, Galerii de Salix alba și de Populus alba, Râuri cu maluri nămoloase cu vegetație de Chenopodion rubri p.p. și Bidention p.p., Lacuri eutrofice naturale cu vegetație de tip Magnopotamion sau Hydrocharition.
La baza desemnării sitului se află mai multe specii protejate:
- păsări (47): pițigoi codat (Aegithalos caudatus), pescăruș albastru (Alcedo atthis), rață pitică (Anas crecca), rață mare (Anas platyrhynchos), lăstunul mare (Apus apus), stârc cenușiu (Ardea cinerea), rață-cu-cap-castaniu (Aythya ferina), sticlete (Carduelis carduelis), florinte (Chloris chloris), șerpar (Circaetus gallicus), erete de stuf (Circus aeruginosus), erete cenușiu (Circus pygargus), Cisticola juncidis, cioară neagră (Corvus corone), Corvus monedula, cuc (Cuculus canorus), pițigoi albastru (Cyanistes caeruleus), lăstun de casă (Delichon urbicum), ciocănitoare pestriță mare (Dendrocopos major), egretă mică (Egretta garzetta), presură sură (Emberiza calandra), presură bărboasă (Emberiza cirlus), măcăleandru (Erithacus rubecula), cinteză (Fringilla coelebs), rândunică (Hirundo rustica), pescăruș argintiu (Larus cachinnans), pescăruș râzător (Larus ridibundus), privighetoare (Luscinia megarhynchos), rață pestriță (Mareca strepera), gaia neagră (Milvus migrans), codobatură galbenă (Motacilla alba), grangur (Oriolus oriolus), pițigoi mare (Parus major), vrabie de câmp (Passer montanus), viespar (Pernis apivorus), cormoran mare (Phalacrocorax carbo), coțofană (Pica pica), ciocănitoarea verde (Picus viridis), cănăraș (Serinus serinus), turturică (Streptopelia turtur), huhurez mic (Strix aluco), graur (Sturnus vulgaris), silvie cu cap negru (Sylvia atricapilla), silvie roșcată (Sylvia cantillans), silvie mediteraneană (Sylvia melanocephala), pănțărușul (Troglodytes troglodytes), mierlă (Turdus merula)
- mamifere (4): liliac cu aripi lungi (Miniopterus schreibersii), liliac cu picioare lungi (Myotis capaccinii), liliac cărămiziu (Myotis emarginatus), liliac comun (Myotis myotis)
- pești (1): Barbus tyberinus

Pe lângă speciile protejate, pe teritoriul sitului au mai fost identificate 1 specie de plante, 1 specie de păsări, 2 specii de amfibieni, 17 specii de mamifere, 8 specii de nevertebrate, 9 specii de pești, 7 specii de reptile.